# Glorantha
Glorantha est un monde imaginaire créé par l'Américain Greg Stafford à partir de 1966. Il s'agit d'un univers mythologique proche du genre de l’heroic fantasy mais très inspiré de l'antiquité classique. Glorantha a servi de cadre à plusieurs jeux, principalement des jeux de rôle sur table mais aussi des jeux de société et des jeux vidéo. Il a également donné lieu à la publication de romans.

## Gestation et création du monde de Glorantha
| Année | Éditeur          | Nom                                  | Notes                                                          |
| ----- | ---------------- | ------------------------------------ | -------------------------------------------------------------- |
| 1978  | Chaosium         | RuneQuest                            |                                                                |
| 1980  | Chaosium         | RuneQuest                            | « RuneQuest 2 »                                                |
| 1987  | Oriflam          | RuneQuest                            | « RuneQuest 3 » VF la VO d'Avalon Hill n'utilise pas Glorantha |
| 2000  | Issaries         | Hero Wars                            | publié en français (Multisim, 2000)                            |
| 2003  | Issaries         | HeroQuest                            |                                                                |
| 2006  | Mongoose         | RuneQuest OGL                        | « RuneQuest 4 »                                                |
| 2009  | Moon Design      | HeroQuest                            | 2e éd.                                                         |
| 2010  | Mongoose         | RuneQuest II                         | « RuneQuest 5 » publié en français (Mongoose, 2010)            |
| 2015  | Design Mechanism | RuneQuest                            | « RuneQuest 6 » VF                                             |
| 2018  | Moon Design      | 13th Age in Glorantha                | 13e Âge (Pelgrane press, 2013)                                 |
| 2018  | Chaosium         | RuneQuest — Roleplaying in Glorantha | « RuneQuest 7 »                                                |

Stafford commença à travailler sur Glorantha en 1966 lorsqu'il était étudiant au Beloit College (à Beloit, Wisconsin) en écrivant l'histoire du prince Snodal de Fronéla. Il abandonna par la suite ses études et tenta de lancer dans le marché des jeux de société se déroulant sur Glorantha. N'obtenant pas de résultats probants il créa en 1975 sa propre maison d'édition, Chaosium, et publia des jeux de société comme White Bear and Red Moon (1975) et Nomad Gods (1977), tous deux se déroulant sur Glorantha.
Chaosium publiait aussi les suppléments All the Worlds Monsters (« tous les monstres du monde ») pour le jeu de rôle Dungeons and Dragons. Dès 1976, il réunit l'équipe de concepteurs de jeux qui allaient créer le jeu de rôle de Glorantha, Steve Perrin et Ray Turney étant les plus impliqués dans le processus de développement du jeu. Ainsi, en 1978, Chaosium publia le jeu de rôle RuneQuest, le jeu qui popularisa le plus l'univers de Glorantha et dont les suppléments permirent le mieux à Glorantha de se développer et de devenir de plus en plus un univers complexe et riche en détails.
Cependant, les licences RuneQuest et Glorantha sont distinctes ; toutes les éditions de RuneQuest ne se déroulent pas dans Glorantha et d'autres jeux de rôle, comme Hero Wars ou HeroQuest, se déroulent dans Glorantha.

## L'univers de Glorantha
« Contrairement à la plupart des contextes merveilleux, Glorantha tire son inspiration de l’ancien monde. Il a bien plus à voir avec Babylone, la Grèce antique, la Chine antique, Hybrid et Lankhmar qu'avec l'Europe médiévale, Le Morte d'Arthur ou la Guerre de cent ans. Ses héros sont Achille, Conan, Gilgamesh et Rostum, pas Galahad, Lancelot ni Roland. »

« Unlike most fantasy settings, Glorantha draws its inspiration for the ancient world. It has far more to do with Babylon, Classical Greece, Ancient China, Hybrid and Lankhmar that does with medieval Europe, Le Mort[e] d'Arthur [or] the Hundred Years Wars. Its heroes are Achilles, Conan, Gilgamesh and Rostum, not Galahad, Lancelot or Roland. »
— Greg Stafford, Welcome to My World…
Glorantha est un monde médiéval-fantastique, ou plutôt antique-fantastique, dans lequel la magie est réelle et les dieux interfèrent avec les affaires des humains. Il se présente comme un cube de terre flottant au milieu d'une mer infinie ; ce cube de terre émerge pour former deux continents, Génertela au Nord et Pamaltela au Sud, ainsi que deux archipels qui sont en fait les restes de deux anciens continents engloutis : Vithéla et les Îles d'Orient à l'Est, et Jrustela à l´Ouest. Cette partie occupe grossièrement un cercle de 8 000 km de diamètre. Au centre se situe un tourbillon géant aspirant les eaux de toutes les mers, le Tourbillon de Magasta.*
Au-dessus se situe la voûte céleste, où sont placés les astres, et demeurent les dieux. En dessous se situe le monde souterrain où va le soleil la nuit ; c'est le domaine de créatures puissantes et de certains dieux.
Le système de Glorantha associe toute chose à une rune et toute combinaison de rune à une chose, ce qui se traduit dans sa minéralogie (l'or est le métal-soleil, le plomb le métal-obscurité, etc.) comme dans son peuplement. Les créatures classiques de l'heroic-fantasy sont présentes : humains, géants, trolls, elfes, nains, dragons, et autres hybrides humains-animaux, avec les particularités que ce système permet. Ainsi les elfes y sont les hommes-plantes (et des cannibales végétariens) ; les nains, des hommes-pierre (immortels). Les trolls sont des hommes-obscurité, capable de se nourrir d'absolument n'importe quoi, même simplement de l'air. Les êtres draconiques vont du dragon de calibre divin, au plus modeste homme-lézard, en passant par des dragons plus modestes, les vouivres, etc. Les abominations comme les maladies ou le vampirisme sont associés à des dieux spécifiques.

### Genèse et formation
La genèse de Glorantha est relatée de manière différente selon les cultures, notamment selon les éventuels dieux adorés : tel dieu qui tient un rôle essentiel pour les uns, sera secondaire voire absent pour d'autres. Les éléments partagés sont que Glorantha est un monde rempli de magie, plat, avec un haut et un bas, où les dieux habitent directement, et qui aurait pu être engloutit par le chaos lors de la « Guerre des dieux », mais fut sauvé et regénéré par une action héroïque à la fois individuelle et collective qui fit naitre le temps.
Un peuple, les Érudits de l'ambigu, a essayé de faire une synthèse, à viser plus pragmatique (contrôler toute magie) qu'œcuménique, considérant que les dieux adorés étaient non pas des êtres supérieurs mais la personnification de « principes ». Ils ont ainsi synthétisé une sorte de « panthéon générique », allant jusqu'à intervertir des dieux pour vérifier que c'était bien les mêmes. Ceci irrita les dieux, entraînant des catastrophes, et les Érudits de l'ambigu furent chassés et tués par les autres peuples. Leur version de la genèse fournit toutefois un point de vue relativement neutre.

### Génertela
Génertela est le continent Nord de Glorantha.

### Pamaltéla
Pamaltela est le continent Sud de Glorantha.

## Œuvres composant l'univers de fiction

### Jeux de société
La guerre des héros (1993)
Dragon Pass (1983), pour 2 joueurs de Greg Stafford et Robert P. Corbett, édité par Avalon Hill
Les Dieux Nomades (1975) de Greg Stafford, Steven Martin et Robert P. Corbett, édité par Oriflam et Chaosium.

### Jeux de rôle
- RuneQuest (1978, 1979, 1984, 2006, 2010)
- Hero Wars (2000)
- HeroQuest (2003)

En septembre 2014, l'éditeur Moon Design Publications a lancé une campagne de financement participatif sur Kickstarter pour éditer une version 13e Âge de Glorantha, sous le titre 13th Age in Glorantha,.

### Romans
- Greg Stafford
  - King of Sartar, Berkley Pub Group, 1er février 1993,  (ISBN 1-929052-00-6)
  - Wyrm's Footprints,  (ISBN 1-56882-043-7)
- Oliver Dickinson, The Complete Griselda,  (ISBN 1-929052-11-1)
- Phyllis Ann Karr, John Boyle et Greg Stafford, Gloranthan Visions,  (ISBN 1-929052-08-1)

### Jeux vidéo
King of Dragon Pass (Windows, Mac OS 1999)
Jeu de stratégie en tour par tour par A Sharp.
Le jeu propose de jouer un clan installé dans la Passe du Dragon. Le joueur doit diriger et gérer tous les aspects de la vie quotidienne au cours des cinq saisons de l'année gloranthienne, et faire prospérer son clan.

### Jeux de figurines
Le 16 août 2016, Sandy Petersen a lancé une souscription pour le jeu Glorantha : La Guerre des Dieux.

## Hommages
Robert Hewitt Wolfe (en) est un fan de RuneQuest et a introduit des éléments de Glorantha dans Star Trek: The Next Generation (1987-1994) et Deep Space Nine (1993-1999).
Les runes gloranthiennes sont reproduites dans le film Donjons et Dragons, la puissance suprême (Gerry Lively (en), 2005).

## Activités de fans
Les fans de Glorantha sont à l'origine de créations de plusieurs types situées dans cet univers. En matière de jeu de rôle sur table, les fans ont rédigé des suppléments amateurs ainsi que de nombreux scénarios pour les différents jeux situés dans cet univers. Des fanfictions sont également écrites par des fans. Enfin, il existe plusieurs fanzines consacrés à l'univers de Glorantha. En langue française, on peut citer Les Erudits de l'Ambigu et, en langue anglaise, The Raider's Digest.